# Bogorodskij rajon (Oblast' di Nižnij Novgorod)
Il Bogorodskij rajon (in russo Богородский район?) è un rajon dell'Oblast' di Nižnij Novgorod, nella Russia europea, il cui capoluogo è Bogorodsk. Ricopre una superficie di 1.476 chilometri quadrati.